# 查希爾清真寺
查希爾清真寺是馬來西亞吉打州的州立清真寺，位於州府亞羅士打吉打河畔。

## 历史
清真寺始建於1912年，三年後完工。佔地124,412平方英尺，其中中央大廳面積3,848平方英尺。五個穹頂象徵伊斯蘭教的五功。

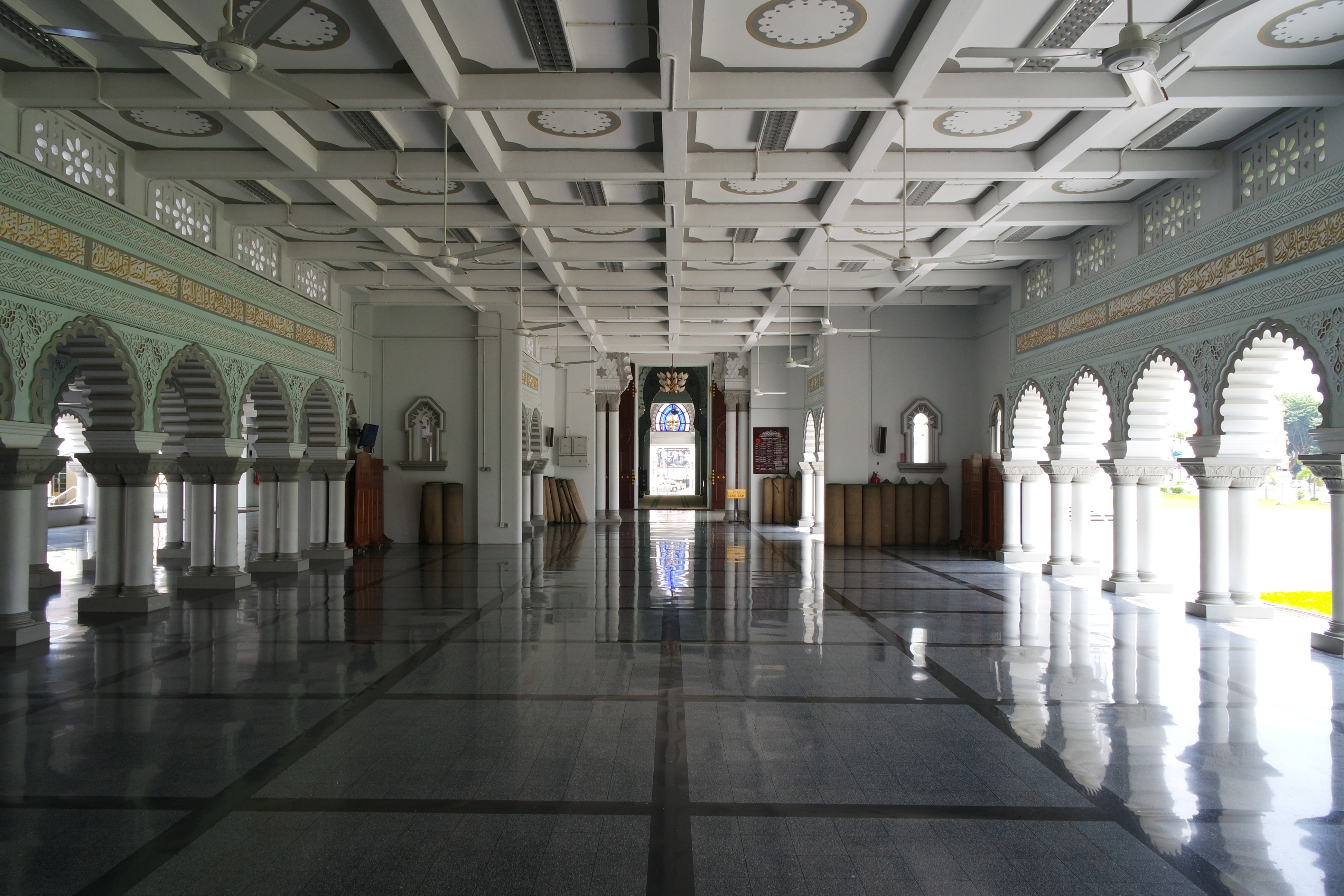
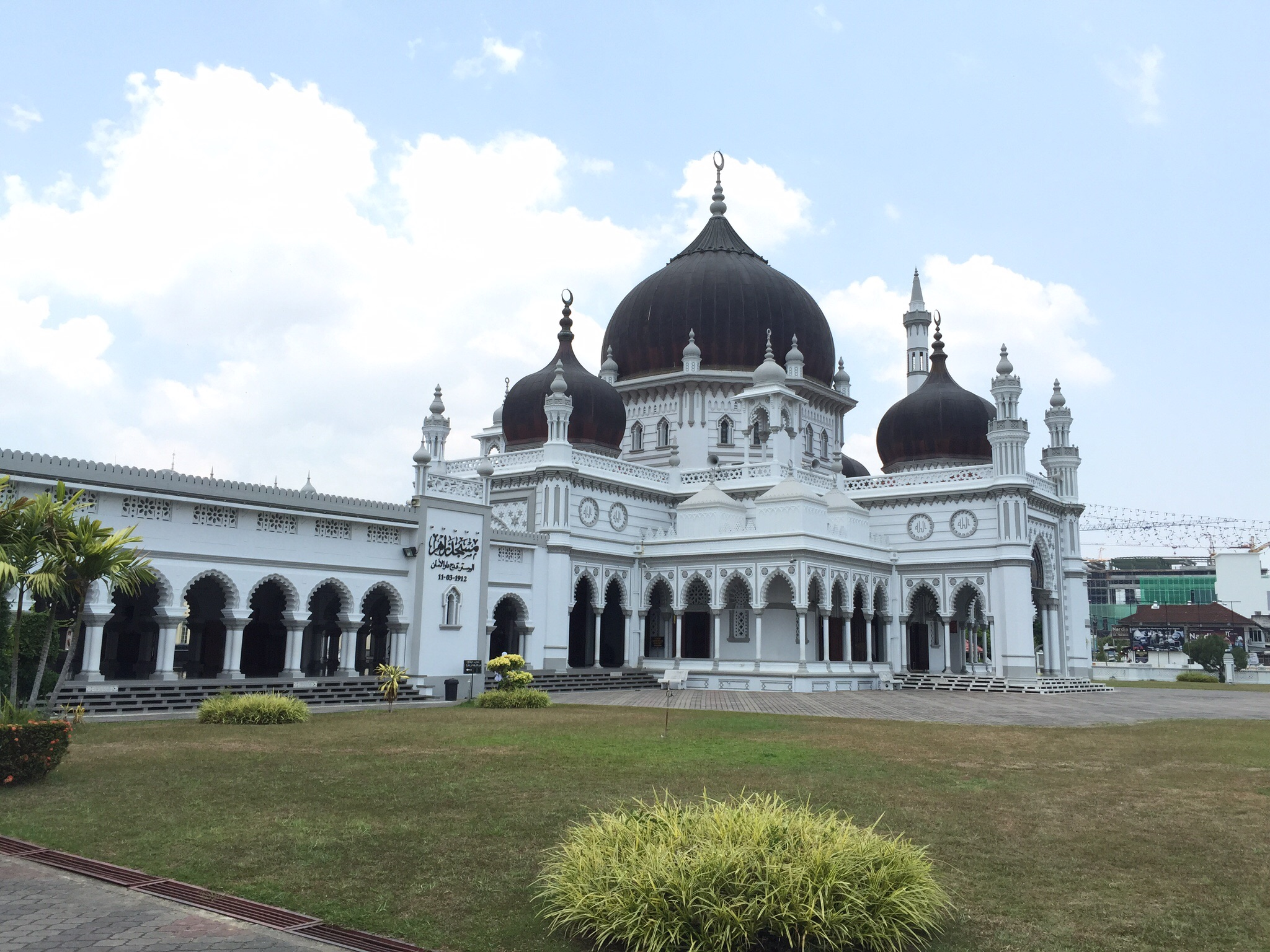

當地也是1821年抗擊暹羅軍隊時犧牲的吉打戰士的安息之地。